# Goiás Velho
 Ovo je glavno značenje pojma Goiás Velho. Za druga značenja pogledajte São Luís (razdvojba).
Goiás, poznat i kao Goiás Velho (pt. za "Stari Goiás") je do 1937. godine bio glavni grad brazilske države Goiás, koja je nazvana po njemu. Nalazi se u brdovitom području s mnogo slapova četiri rijeke (Rio Vermelho, Urú, do Peixe, Ferreira i Índio), 307 km zapadno od glavnog grada Brazila, Brasílije.
Kako je grad sačuvao izvornu mrežu ulica oko rudarskog kolonijalnog gradića i većinu svojih građevina iz 18. i 19. stoljeća, povijesno središte Goiasa je upisano na UNESCO-ov popis mjesta svjetske baštine u Amerikama 2001. godine kao "izvanredan primjer skladne cjeline javnih i privatnih građevina od lokalnih materijala i narodnih tehnika gradnje".

## Povijest
Osnovao ga je slavni lovac na robove (bandeirante) i istraživač Bartolomeu Bueno da Silva, poznat pod nadimkom Anhangüera, i isprva je bio poznat kao Santana. Naselje na rijeci Vermelho je osnovano zbog pronalaska zlata koje je ubrzo privuklo veliki broj stanovnika i 1729. je sagrađena kapela. Kako bi imali snažniju kontrolu nad rudnicima zlata, portugalske vlasti iz São Paula su 1739. godine postavile svog upravitelja i grad je od tada bio poznat kao Vila Boa de Goyaz (Dobro selo Goiasa). Goias je 1748. postao glavnim gradom novog distikta i njegov prvi upravitelj, Dom Marcos de Noronha (1749. – 55.), je pretvorio skromno selo u malu prijestolnicu s brojnim građevinama i infrastrukturom koja je preživjela do danas.
Nakon 1770. godine Goias je ušao u dugo razdoblje stagnacije i iako je zadržao titulu glavnog grada daleko je zaostao za brzorastućim gradovima kao što je bio Rio de Janeiro. God. 1937. glavni grad države je postala novoosnovana Goiânia, ali je kolonijalno tkivo grada ostalo sačuvano. Kada je osnovana nova prijestolnica Brazila, Brasilia, ovo područje je ponovno živnulo i obnovljene su neke stare građevine kao što je palača Casa da Câmara, crkve i barake u središtu grada.

## Znamenitosti
Grad Goias je sagrađen između dva niza brežuljaka uz malu rijeku, Rio Vermelho. Područja na desnoj obali su gusta stambena zona na sjeverozapadnim brežuljcima sa središtem oko crkve Rosario, koja je tradicionalno bila rezervirana za robove. Područja na lijevoj obali bila su rezervirana za reprezentativnu skupina građevina, uključujući Župnu crkvu sv. Ane (Sant'Ana, danas katedrala), guvernerovu palaču (Casa de Câmara e Cadeia), kasarne, riznicu za kontrolu zlata (Casa de Fundição) iz 1750. god., te otvoreno kazalište i dvije česme, Carioca i Chafariz de Cauda. Oni se protežu od trga Plaça do Chafariz prema brdu Chapeu do Padre gdje su također i povijesna rezidencijalna četvrt i karakteristična tržnica. Povijesni urbanistički plan iz 1782. godine je sačuvan do danas.
Mjesto se odlikuje skladnom arhitekturom, zbog omjera i vrsta objekata. Istodobno, povijest izgradnje se može pročitati u varijaciji stilova od klasičnih zgrada iz 18. stoljeća do eklektične arhitekture 19. stoljeća.
- Crkva dobre smrti (Igreja da Boa Morte)
- Chafariz de Cauda iz 1778.
- Casa de Cora Coralina
- Anhanguerin križ
- Muzej bandeirasa
- Povijesni središte grada

## Vanjske poveznice
- Službena stranica (port.)

Informações sobre da Cidade de Goiás  Arhivirana inačica izvorne stranice od 13. veljače 2012. (Wayback Machine) (port.)
- City Brasil-Goiás (engl.)

### Ostali projekti
|  | Zajednički poslužitelj ima još gradiva o temi Goiás Velho |